# Рехіла
Рехіла (*бл. 400  —448) — 2-й король свевів в Галеції, Лузітанії та Бетіці у 438—448 роках.

## Біографія
Син короля Гермеріка. Народився близько 400 року, десь в Придунав'ї. У віці 6-7 років разом з іншими свевами-квадами перетнув Рейн у 407 році. Про освіту та молоді роки немає відомостей. Головним чином, напевне, було навчання військовій справі.
У 438 році хворий батько передав Рехілі владу над королівством. Новий правитель свевів продовжив політику попередника з роширення кордонів. У 438—439 році захопив південну Лузітанію, завдавши рішучої поразки коміту Андевоту. У 439 році свеви захопили головне місто цієї провінції — Емериту Августу (сучасне м. Мерида).
Після цього спрямував зусилля на підкорення провінції Бетіка. У 440 році за наказом Рехіли було схоплено римського посланця (легата) Цензорія. У 441 році зайняв головне місто останньої — Севілью. Остаточно Бетіку було зайнято у 446 році. Разом з тим Рехіла зберіг старий устрій та всю римську адміністрацію підкорених провінцій.
Наступним кроком Рехіли було підкорення Карфагенської Іспанії. Протягом 446—448 років вдалося зайняти усі внутрішні райони цієї провінції, завдавши поразки римлянам. Втім король свевів планував зайняти узбережжя з важливими портами. Але римські війська зуміли не дали військам Рехіли зайняти ці області. У 446—447 роках проти Рехіли виступив Теодорік I, король вестготів, який завдав Королівству свевів відчутної поразки.
Разом з тим Рехіла зумів зберегти владу й володіння, оскільки вестготи конфліктували з римським урядом. В розпал підготовки до нападу на Тарраконську Іспанію Рехіла помер у 448 році у м. Мерида. Владу успадкував його син Рехіар.